# Număr Nusselt
În transmiterea căldurii numărul Nusselt (Nu) este o mărime adimensională, numit după fizicianul german Wilhelm Nusselt, definit ca raportul dintre fluxul termic transmis prin convecție și cel transmis prin conducție la perete de către un fluid. Convecția cuprinde atât advecția (mișcarea fluidului), cât și difuzia (conducția). Componenta conductivă este măsurată în aceleași condiții ca și cea convectivă, dar pentru fluidul imobil. Este strâns legat de numărul Rayleigh al fluidului.
Un număr Nusselt de aproximativ 1 reprezintă transferul de căldură prin conducție pură. O valoare între 1 și 10 este caracteristică unei curgeri laminare sau unei curgeri bifazice lichid-gaz. Un număr Nusselt mai mare, de obicei în intervalul 100–1000, corespunde unei convecții mai active, într-o curgere turbulentă.
Un număr adimensional similar este numărul Biot, care însă se referă la conductivitatea termică a unui corp solid, nu la un fluid. Analogul numărului Nusselt în cazul transferului de masă este numărul Sherwood.

## Definiție
Numărul Nusselt este raportul dintre căldura transmisă la un perete prin convecție și cea transmisă prin conducție. Fluxurile de căldură prin convecție și conducție sunt considerate normale la (perpendiculare pe) suprafața peretelui și sunt ambele perpendiculare pe direcția generală de curgere a fluidului în zonă:
{\displaystyle \mathrm {Nu} ={\frac {\text{flux termic convectiv}}{\text{flux termic conductiv}}}={\frac {\alpha \ell }{\lambda }}={\frac {\ell }{\lambda /\alpha }}}
unde {\displaystyle \ell } este lungimea caracteristică, [m],
{\displaystyle \alpha } este coeficientul de transfer termic prin convecție, [W/m2K], iar
{\displaystyle \lambda } este conductivitatea termică a fluidului [W/mK].
- Alegerea lungimii caracteristice trebuie să se facă în direcția de creștere a grosimii stratului limită; câteva exemple de lungimi caracteristice sunt: diametrul exterior al unei țevi la curgerea externă transversală (perpendicular pe axa țevii), diametrul interior al unei țevi la curgerea internă din țeavă, lungimea unei plăci în direcția curgerii (înălțimea la plăcile verticale unde există convecție liberă) sau diametrul unei sfere. Pentru forme complexe, lungimea caracteristică poate fi definită ca raportul dintre volumul fluidului și aria suprafeței „udate” de el.

- Conductivitatea termică a fluidului este de obicei (dar nu întotdeauna) evaluată la temperatura stratului limită, care, în scopuri inginerești, poate fi calculată ca medie aritmetică a temperaturilor fluidului și peretelui.

Dacă este nevoie de o valoare „medie”, aceasta se evaluează ca o integrală pe domeniul de interes:
{\displaystyle {\overline {\mathrm {Nu} }}={\frac {{\frac {1}{\ell }}\int _{0}^{\ell }\alpha _{x}\,dx\cdot \ell }{\lambda }}={\frac {{\overline {\alpha }}\ell }{\lambda }}}

## Obținere
Numărul Nusselt poate fi obținut printr-o analiză adimensională a legii lui Fourier deoarece este egal cu gradientul de temperatură adimensional la suprafață:
{\displaystyle q=-\lambda A\nabla T}
unde q este fluxul termic, {\displaystyle \lambda } este conductivitatea termică iar T este temperatura fluidului.

## Relații empirice
De obicei, pentru convecția liberă numărul Nusselt mediu este exprimat ca o funcție de numărul Rayleigh și de numărul Prandtl:
{\displaystyle \mathrm {Nu} =f(\mathrm {Ra} ,\mathrm {Pr} )}
Alternativ, pentru convecție forțată, numărul Nusselt este exprimat ca o funcție de numărul Reynolds și numărul Prandtl:
{\displaystyle \mathrm {Nu} =f(\mathrm {Re} ,\mathrm {Pr} )}
Sunt disponibile relații empirice pentru o mare varietate de geometrii, care exprimă numărul Nusselt în formele menționate.

### Convecție liberă

#### Convecție liberă la un perete vertical
După Churchill și Chu:
{\displaystyle {\overline {\mathrm {Nu} _{\ell }}}=0,68+{\frac {0,663\,\mathrm {Ra} _{\ell }^{1/4}}{\left[1+(0,492/\mathrm {Pr} )^{9/16}\,\right]^{4/9}\,}}\quad {\text{valabil pentru}}\quad \mathrm {Ra} _{\ell }\leq 10^{8}}

#### Convecție liberă la o placă orizontală
Dacă lungimea caracteristică este definită:
{\displaystyle \ell \ ={\frac {A_{s}}{P}}}
unde {\displaystyle \mathrm {A} _{s}} este aria suprafeței plăcii și {\displaystyle P} este perimetrul, atunci pentru suprafața superioară a unui obiect cald într-un mediu mai rece sau suprafața inferioară a unui obiect rece într-un mediu mai cald:
{\displaystyle {\overline {\mathrm {Nu} }}_{\ell }\ =0,54\,\mathrm {Ra} _{\ell }^{1/4}\,\quad {\text{valabil pentru}}\quad 10^{4}\leq \mathrm {Ra} _{\ell }\leq 10^{7}}
{\displaystyle {\overline {\mathrm {Nu} }}_{\ell }\ =0,15\,\mathrm {Ra} _{\ell }^{1/3}\,\quad {\text{valabil pentru}}\quad 10^{7}\leq \mathrm {Ra} _{\ell }\leq 10^{11}}
Iar pentru suprafața inferioară a unui obiect cald într-un mediu mai rece sau suprafața superioară a unui obiect rece într-un mediu mai cald:
{\displaystyle {\overline {\mathrm {Nu} }}_{\ell }\ =0,27\,\mathrm {Ra} _{\ell }^{1/4}\,\quad {\text{valabil pentru}}\quad 10^{5}\leq \mathrm {Ra} _{\ell }\leq 10^{10}}

#### Convecție liberă într-o incintă încălzită de jos
După Adrian Bejan:
{\displaystyle {\overline {\mathrm {Nu} }}_{\ell }\ =0,069\,\mathrm {Ra} _{\ell }^{1/3}Pr^{0,074}\,\quad {\text{valabil pentru}}\quad 3\times 10^{5}\leq \mathrm {Ra} _{\ell }\leq 7\times 10^{9}}
Această relație este valabilă atunci când suprafața orizontală este suficient de mare, astfel încât efectul laturilor verticale scurte să fie minim. A fost determinată empiric de Globe și Dropkin în 1959. Testele au fost efectuate în recipiente cilindrice cu capac și fund din cupru și pereți izolatori. Recipientele utilizate aveau un diametru de aproximativ 13 cm și o înălțime de 5 cm.

### Placă plană și curgere laminară
După Incropera și DeWitt, numărul Nusselt local pentru curgerea laminară peste o placă plană, la o distanță x în aval de marginea plăcii, este dat de
{\displaystyle \mathrm {Nu} _{x}\ =0,332\,\mathrm {Re} _{x}^{1/2}\,\mathrm {Pr} ^{1/3}\quad {\text{valabil pentru}}\quad \mathrm {Pr} >0,6}
Numărul Nusselt local mediu pentru curgerea laminară peste o placă plană, la o distanță x în aval de marginea plăcii, este dat de
{\displaystyle {\overline {\mathrm {Nu} }}_{x}\ =2\cdot 0,332\,\mathrm {Re} _{x}^{1/2}\,\mathrm {Pr} ^{1/3}\ =0,664\,\mathrm {Re} _{x}^{1/2}\,\mathrm {Pr} ^{1/3}\quad {\text{valabil pentru}}\quad \mathrm {Pr} >0,6}

### Sferă și curgere convectivă liberă
În unele aplicații, cum ar fi evaporarea picăturilor sferice de lichid în aer, se poate utiliza următoarea relație:
{\displaystyle \mathrm {Nu} _{D}\ =2+0,4\,\mathrm {Re} _{D}^{1/2}\,\mathrm {Pr} ^{1/3}\,}

### Convecție forțată la curgere turbulentă prin țeavă

#### Relația Gnielinski
Relația Gnielinski pentru curgerea turbulentă în țevi:
{\displaystyle \mathrm {Nu} _{D}={\frac {\left(f/8\right)\left(\mathrm {Re} _{D}-1000\right)\mathrm {Pr} }{1+12,7(f/8)^{1/2}\left(\mathrm {Pr} ^{2/3}-1\right)}}}
unde f este factorul de frecare Darcy care poate fi obținut fie din diagrama Moody, fie pentru tuburi netede din relația Petuhov:
{\displaystyle f=\left(0,79\ln \left(\mathrm {Re} _{D}\right)-1,64\right)^{-2}}
Relația Gnielinski este valabilă pentru:
{\displaystyle 0,5\leq \mathrm {Pr} \leq 2000}
{\displaystyle 3000\leq \mathrm {Re} _{D}\leq 5\times 10^{6}}

#### Relația Dittus–Boelter
Relația Dittus–Boelter (pentru curgere turbulentă) introdusă de W.H. McAdams este o funcție explicită pentru calcularea numărului Nusselt. Este ușor de calculat, dar este mai puțin precisă atunci când în flui există diferențe de temperatură mari. Este potrivită pentru țevi netede, așa că utilizarea pentru țevi rugoase (majoritatea aplicațiilor industriale) cere precauție. Relația Dittus-Boelter este:
{\displaystyle \mathrm {Nu} _{D}=0,023\,\mathrm {Re} _{D}^{4/5}\,\mathrm {Pr} ^{n}}
unde:
{\displaystyle D} este diametrul interior al țevii rotunde,
{\displaystyle n=0,4} dacă fluidul se îcălzește de-a lugul țevii, iar {\displaystyle n=0,3} dacă se răcește.
Relația Dittus-Boelter este valabilă pentru
{\displaystyle 0,6\leq \mathrm {Pr} \leq 160}
{\displaystyle \mathrm {Re} _{D}\gtrsim 10000}
{\displaystyle {\frac {\ell }{D}}\gtrsim 10}
Relația Dittus-Boelter este o aproximare bună când diferențele de temperatură dintre fluid și suprafața de transfer de căldură sunt minime, evitând complexitatea relației și rezolvarea iterativă. Pentru apă cu o temperatură medie generală de 20 °C, o viscozitate de 10,07×10−4 Pa.s și o temperatură a suprafeței de transfer de căldură de 40 °C (la care viscozitatea apei este de 6,96×10−4 Pa.s), se poate obține un factor de corecție a viscozității pentru {\displaystyle ({\mu }/{\mu _{s}})} de 1,45. Acesta crește la 3,57 la o temperatură a suprafeței de transfer de căldură de 100 °C (unde viscozitatea apei este de 2,82×10−4 Pa.s), ceea ce dă o diferență semnificativă a numărului Nusselt și a coeficientului de transfer de căldură.

#### Relația Sieder–Tate
Relația Sieder–Tate pentru curgerea turbulentă este o funcție implicită, deoarece analizează sistemul ca o problemă neliniară cu valori la limită. Rezultatul dat de relația Sieder–Tate poate fi mai precis, deoarece ia în considerare modificarea viscozităților ({\displaystyle \mu } și {\displaystyle \mu _{s}}) datorate temperaturilor diferite ale fluidului, respectiv a suprafeței de transfer de căldură. Relația Sieder–Tate este în mod normal rezolvată printr-un proces iterativ, deoarece factorul de viscozitate se va modifica odată cu modificarea numărului Nusselt.
{\displaystyle \mathrm {Nu} _{D}=0,027\,\mathrm {Re} _{D}^{4/5}\,\mathrm {Pr} ^{1/3}\left({\frac {\mu }{\mu _{s}}}\right)^{0,14}}
unde:
{\displaystyle \mu } este viscozitatea dinamică a fluidului la temperatura generală,
{\displaystyle \mu _{s}} este viscozitatea dinamică a fluidului la temperatura suprafeței de schimb de căldură.
Relația Sieder–Tate este valabilă pentru
{\displaystyle 0,7\leq \mathrm {Pr} \leq 16700}
{\displaystyle \mathrm {Re} _{D}\geq 10000}
{\displaystyle {\frac {\ell }{D}}\gtrsim 10}

### Convecție forțată la curgere laminară în țeavă
Pentru o curgere laminară complet dezvoltată (adică unde grosimea stratului limită în direcția curgerii este constantă) prin țevi lungi numerele Nusselt tind spre o valoare constantă.
{\displaystyle \mathrm {Nu} ={\frac {\alpha D_{h}}{\lambda _{f}}}}
unde:
Dh este diametrul hidraulic, [m],
{\displaystyle \lambda _{f}} este conductivitatea termică a fluidului, [W/mK],
{\displaystyle \alpha } este coeficientul de transfer termic prin convecție, [W/m2K].

#### Convecție la temperatură uniformă în țevi rotunde
După Incropera și DeWitt,
{\displaystyle \mathrm {Nu} _{D}=3,66}
Șirul OEIS A282581 dă acestă valoare drept:
{\displaystyle \mathrm {Nu} _{D}=3.6567934577632923619...}
Evident că aceasta nu este o valoare empirică, ci una calculată teoretic.

#### Convecție la curgere uniformă în țevi rotunde
Pentru cazul unui flux termic constant prin suprafața de transfer,
{\displaystyle \mathrm {Nu} _{D}=4,36}